# Ctenoplusia oxygramma
Ctenoplusia oxygramma là một loài bướm đêm trong họ Noctuidae.